# Тацинский район
Таци́нский райо́н — административно-территориальная единица (район) и муниципальное образование (муниципальный район) в составе Ростовской области Российской Федерации.
Административный центр — станица Тацинская. Расстояние до областного центра — города Ростова-на-Дону — 221 километр.

## География
На территории Тацинского района расположен географический центр Ростовской области. В Тацинском районе расположено крупнейшее в России Жирновское месторождение верхнекаменноугольных известняков с запасами до 200 миллионов тонн.

## История
Образован район в 1924 году.
До революции 1917 года территория района входила в состав Донецкого и 1-го Донского округов области Войска Донского.
2 ноября 1956 года в состав Тацинского района был передан упразднённый Скосырский район.

## Население
| 2002    | 2009    | 2010    | 2011    | 2012    | 2013    | 2014    | 2015    | 2016    |
| ------- | ------- | ------- | ------- | ------- | ------- | ------- | ------- | ------- |
| 43 251  | ↘40 701 | ↘38 464 | ↘38 300 | ↘37 540 | ↘36 910 | ↘36 353 | ↘35 920 | ↘35 528 |
| 2017    | 2018    | 2019    | 2020    | 2021    |         |         |         |         |
| ↘35 142 | ↘34 705 | ↘34 135 | ↘33 683 | ↗34 511 |         |         |         |         |

### Национальный состав
По итогам переписи населения 2020 года проживали следующие национальности (национальности менее 0,1 % и другое см. в сноске к строке «Другие»):
| Национальность | Численность, чел. | Доля     |
| -------------- | ----------------- | -------- |
| Русские        | 32 294            | 94,49 %  |
| Армяне         | 343               | 1,00 %   |
| Цыгане         | 174               | 0,51 %   |
| Белорусы       | 160               | 0,47 %   |
| Украинцы       | 150               | 0,44 %   |
| Удмурты        | 66                | 0,19 %   |
| Молдаване      | 58                | 0,17 %   |
| Татары         | 42                | 0,12 %   |
| Другие         | 889               | 2,61 %   |
| Итого          | 34 176            | 100,00 % |

## Муниципально-территориальное устройство
16 декабря 2015 года принят Закон Ростовской области «О преобразовании Жирновского городского поселения и внесении изменений в отдельные областные законы».
С 2015 года в Тацинском районе 62 населённых пункта в составе 11 сельских поселений:
| №  | Сельские поселения                 | Админ. центр          | Количество населённых пунктов | Население | Площадь, км² |
| -- | ---------------------------------- | --------------------- | ----------------------------- | --------- | ------------ |
| 1  | Быстрогорское сельское поселение   | посёлок Быстрогорский | 1                             | ↘2914     | 6,39         |
| 2  | Верхнеобливское сельское поселение | хутор Верхнеобливский | 13                            | ↘1290     | 357,65       |
| 3  | Ермаковское сельское поселение     | станица Ермаковская   | 9                             | ↘1818     | 403,26       |
| 4  | Жирновское сельское поселение      | посёлок Жирнов        | 5                             | ↘5731     | 206,6        |
| 5  | Зазерское сельское поселение       | хутор Зазерский       | 5                             | ↘1219     | 287,47       |
| 6  | Ковылкинское сельское поселение    | хутор Ковылкин        | 4                             | ↘1295     | 198,80       |
| 7  | Михайловское сельское поселение    | хутор Михайлов        | 9                             | ↘3931     | 232,57       |
| 8  | Скосырское сельское поселение      | станица Скосырская    | 10                            | ↘2440     | 277,36       |
| 9  | Суховское сельское поселение       | посёлок Новосуховый   | 4                             | ↘1360     | 277,87       |
| 10 | Тацинское сельское поселение       | станица Тацинская     | 1                             | ↘9144     | 160,46       |
| 11 | Углегорское сельское поселение     | посёлок Углегорский   | 1                             | ↘2039     | 2,78         |

| №  | Населённый пункт   | Тип     | Население | Муниципальное образование          |
| -- | ------------------ | ------- | --------- | ---------------------------------- |
| 1  | Алифанов           | хутор   | 231       | Скосырское сельское поселение      |
| 2  | Андреев            | хутор   | 9         | Верхнеобливское сельское поселение |
| 3  | Араканцев          | хутор   | 418       | Зазерское сельское поселение       |
| 4  | Бабовня            | хутор   | 197       | Ковылкинское сельское поселение    |
| 5  | Борисовка          | хутор   | 117       | Скосырское сельское поселение      |
| 6  | Быстрогорский      | посёлок | ↘2914     | Быстрогорское сельское поселение   |
| 7  | Быстрореченский    | посёлок | 269       | Жирновское сельское поселение      |
| 8  | Верхнекольцов      | хутор   | 506       | Ермаковское сельское поселение     |
| 9  | Верхнеобливский    | хутор   | 575       | Верхнеобливское сельское поселение |
| 10 | Гремучий           | хутор   | 399       | Михайловское сельское поселение    |
| 11 | Гринёв             | хутор   | 129       | Верхнеобливское сельское поселение |
| 12 | Дымков             | хутор   | 181       | Зазерское сельское поселение       |
| 13 | Ермаковская        | станица | 643       | Ермаковское сельское поселение     |
| 14 | Жирнов             | посёлок | ↘5436     | Жирновское сельское поселение      |
| 15 | Зазерский          | хутор   | 685       | Зазерское сельское поселение       |
| 16 | Заливной           | хутор   | 38        | Скосырское сельское поселение      |
| 17 | Зарубин            | хутор   | 164       | Михайловское сельское поселение    |
| 18 | Захаро-Обливский   | хутор   | 299       | Скосырское сельское поселение      |
| 19 | Игнатенко          | хутор   | 69        | Михайловское сельское поселение    |
| 20 | Исаев              | хутор   | 473       | Жирновское сельское поселение      |
| 21 | Калмыков           | хутор   | 105       | Верхнеобливское сельское поселение |
| 22 | Карпово-Обрывский  | хутор   | 256       | Михайловское сельское поселение    |
| 23 | Качалин            | хутор   | 300       | Верхнеобливское сельское поселение |
| 24 | Кащеевка           | хутор   | 95        | Скосырское сельское поселение      |
| 25 | Ковылкин           | хутор   | 791       | Ковылкинское сельское поселение    |
| 26 | Коминтерн          | хутор   | 221       | Ковылкинское сельское поселение    |
| 27 | Комиссаров         | хутор   | 188       | Михайловское сельское поселение    |
| 28 | Краснокомиссаровка | хутор   | 62        | Верхнеобливское сельское поселение |
| 29 | Крылов             | хутор   | 757       | Суховское сельское поселение       |
| 30 | Крюков             | хутор   | 483       | Скосырское сельское поселение      |
| 31 | Кустоватов         | хутор   | 135       | Зазерское сельское поселение       |
| 32 | Кухтачев           | хутор   | 107       | Зазерское сельское поселение       |
| 33 | Лесной             | хутор   | 33        | Верхнеобливское сельское поселение |
| 34 | Лубяной            | посёлок | 21        | Суховское сельское поселение       |
| 35 | Луговой            | хутор   | 312       | Ковылкинское сельское поселение    |
| 36 | Майоро-Белашовка   | хутор   | 33        | Верхнеобливское сельское поселение |
| 37 | Малокачалин        | хутор   | 193       | Верхнеобливское сельское поселение |
| 38 | Маслов             | хутор   | 590       | Михайловское сельское поселение    |
| 39 | Михайлов           | хутор   | ↘2703     | Михайловское сельское поселение    |
| 40 | Михайловка         | хутор   | 115       | Скосырское сельское поселение      |
| 41 | Надежевка          | хутор   | 535       | Скосырское сельское поселение      |
| 42 | Нижнекольцов       | хутор   | 89        | Ермаковское сельское поселение     |
| 43 | Новомарьевка       | хутор   | 49        | Верхнеобливское сельское поселение |
| 44 | Новониколаевский   | хутор   | 162       | Верхнеобливское сельское поселение |
| 45 | Новопавловка       | хутор   | 91        | Михайловское сельское поселение    |
| 46 | Новороссошанский   | хутор   | 529       | Ермаковское сельское поселение     |
| 47 | Новосуховый        | посёлок | 668       | Суховское сельское поселение       |
| 48 | Платонов           | хутор   | 2         | Ермаковское сельское поселение     |
| 49 | Поляков            | хутор   | 49        | Верхнеобливское сельское поселение |
| 50 | Потапов            | хутор   | 166       | Михайловское сельское поселение    |
| 51 | Пролетарский       | хутор   | 349       | Скосырское сельское поселение      |
| 52 | Пуличев            | хутор   | 12        | Жирновское сельское поселение      |
| 53 | Свободный          | хутор   | 74        | Ермаковское сельское поселение     |
| 54 | Скосырская         | станица | 564       | Скосырское сельское поселение      |
| 55 | Сухая Балка        | посёлок | 156       | Суховское сельское поселение       |
| 56 | Тацинская          | станица | ↘9144     | Тацинское сельское поселение       |
| 57 | Углегорский        | посёлок | ↘2039     | Углегорское сельское поселение     |
| 58 | Усть-Халань        | хутор   | 48        | Жирновское сельское поселение      |
| 59 | Фоминка            | хутор   | 124       | Ермаковское сельское поселение     |
| 60 | Херсонка           | хутор   | 167       | Ермаковское сельское поселение     |
| 61 | Чумаков            | хутор   | 133       | Ермаковское сельское поселение     |
| 62 | Яново-Петровский   | хутор   | 61        | Верхнеобливское сельское поселение |

Упразднённые населённые пункты:
- 1973 год — хутора Макеев, Нижневязовый, Хрулев (включён в состав хутора Крылов)[24].
- 1976 год — хутора Колодезный, Мартышкин[24].
- 1978 год — хутора Вальково-Кизименский, Николаев[24].
- 1981 год — хутора Краснознаменка, Максюровка, Сладковка, Шевченко[24].
- 1982 год — хутор Новочеркасск[24].
- 1987 год — хутора Байгаринка, Долгождановка[24].

## Экономика
Структура экономики состоит из приблизительно равных долей промышленности и сельского хозяйства. При этом численность населения занятого в сельском хозяйстве — около 70 %, в промышленности — 30 %. В сельском хозяйстве работают 21 предприятие в форме кооперативов и более 600 фермерских хозяйств. В промышленности большую часть (80 %) занимает производство строительных материалов.

## Достопримечательности
- Памятник «прорыв» на въезде в станицу Тацинская. Памятник установлен в память о Тацинском танковом рейде, положившем начало разгрому фашистских войск под Сталинградом.
- Мемориальная стена «Никто не забыт, ничто не забыто» погибшим во время Великой Отечественной войны воинам — «Аллея героев» — открыта в 1986 году. К центральной площади выходит аллея, на которой установлены бюсты десяти Героев Советского Союза, одного Героя Социалистического Труда и одного кавалера трех орденов Славы.
- Братская могила пионерам-героям Ф. Игнатенко и Г. Волкову[25].
- Стела в память о воинах Гвардейского танкового корпуса, которые в декабре 1942 года разгромили немецкую авиабазу в станице Тацинской.

Памятники археологии Тацинского района:
- Курганная группа «Алифанов» (5 курганов).
- Курганная группа «Качаловский I» (3 кургана).
- Курганная группа «Андреевский» (5 курганов).
- Курганная группа «Липовый II» (2 кургана).
- Курганная группа «Садовый I» (2 кургана).
- Курганная группа «Тарасовский» (2 кургана).

Всего на учёте в Тацинском районе Ростовской области находится 127 памятников археологии.
Памятники В. И. Ленину в населённых пунктах Верхнекольцов, Ермаковская, Жирнов, Михайлов, Новороссошанский, Тацинская, хутор Качалин, слобода Скорырская, Быстрогорскийю
Храмы и молитвенные дома:
- Церковь Спаса Преображения в станице Ермаковская. Построена в 2010 году.
- Однопрестольная Церковь иконы Божией Матери «Одигитрия» в селе Карпово-Обрывский. Построена в 1853 году на средства полковника Александра Ивановича Карпова.
- Церковь Рождества Пресвятой Богородицы в с. Тацинская. Строилась в 1994—2003 годах.

## Известные люди
Тацинская земля — родина девяти Героев Советского Союза и двух Героев Социалистического Труда (это знатный донской коневод Л. Д. Гунькин из колхоза «Заря» и председатель передового колхоза «Родина» П. Е. Полтавцев).
- Голубев, Василий Юрьевич (30 января 1957, станица Ермаковская, Тацинский район) — Губернатор Ростовской области, бывший Глава Ленинского района Московской области, бывший вице-губернатор — первый заместитель председателя правительства Московской области.
- Малышкин, Олег Александрович (7 апреля 1951, хутор Ново-Степановское, Ростовская область) — российский политический деятель, независимый депутат Государственной Думы РФ четвёртого созыва, Кандидат в Президенты Российской Федерации 2004 года.
- Сердюков Андрей Николаевич (род. 4 марта 1962, пос. Углегорский) — российский военачальник, командующий Воздушно-десантными войсками России с 4 октября 2016 года, генерал-полковник.

### Почётные граждане района
- Антонов, Игнатий Петрович (род. 1922) — ветеран Великой Отечественной войны, профессор, доктор медицинских наук, академик Национальной академии наук Беларуси, член-корреспондент Академии медицинских наук СССР, Российской академии медицинских наук. Заслуженный деятель науки БССР , Народный врач Беларусии. Ведущий невропатолог республики, директор Белорусского НИИ неврологии, нейрохирургии и физиотерапии. Награждён двумя орденами Отечественной войны I и II степени, орденами Красной Звезды, Трудового Красного Знамени, Дружбы народов.
- Баданов, Василий Михайлович (род. 1895) — советский военачальник (2-й гв. тк), генерал-лейтенант танковых войск, награждён орденами Ленина, Суворова II степени, тремя орденами Красного Знамени, орденом Кутузова II степени, орденом Отечественной войны II степени, орденом Красной Звезды.
- Белюсов, Михаил Петрович (род. 1920) — ветеран Великой Отечественной войны, генерал-лейтенант ВС СССР.
- Брызгалова, Ольга Ивановна (род. 1925) — ветеран Великой Отечественной войны, гвардии старшина медицинской службы, отличник здравоохранения СССР , ветеран труда, награждена орденами Отечественной войны и Славы III степени.
- Бурдейный, Алексей Семенович (род. 1908) — Герой Советского Союза, генерал-полковник танковых войск, начальник Центрального автотракторного управления Министерства обороны СССР , командир 2-го гвардейского Тацинского танкового корпуса 31-й армии 30-го Белорусского фронта. Награждён двумя орденами Красного Знамени, орденом Суворова II степени, орденом Кутузова II степени.
- Горягин, Николай Иванович — ветеран Великой Отечественной войны, майор в отставке, награждён орденами Красной Звезды и Отечественной войны I степени.
- Иванова, Галина Дмитриевна (род. 1953) — почётный работник общего образования Российской Федерации, директор школы-интерната VIII вида, обладательница титула «Женщина Дона — 2005». Звание «Почетный гражданин станицы Тацинская» присвоено в 2011 году.
- Калашников, Виктор Евстафьевич (род. 1942) — ветеран труда, член правления районного казачьего общества «Тацинский юрт» Первого Донского казачьего округа войскового казачьего общества «Всевеликое войско Донское», войсковой старшина. Звание «Почётный гражданин станицы Тацинская» присвоено в 2010 году.
- Ковалева, Ефросинья Трофимовна (род. 1916) — ветеран труда, советский партийный и общественный деятель. Звание «Почётный гражданин посёлка Тацинский» присвоено в 1986 году.
- Король, Аркадий Евсеевич (род. 1922) — ветеран Великой Отечественной войны, гвардии майор авиации, штурман тяжелого бомбардировщика, награждён орденом Ленина, Отечественной войны. Звание «Почётный гражданин посёлка Тацинский» присвоено в 1985 году.
- Красноперова, Раиса Яковлевна (род. 1935) — ветеран труда, отличник социального обеспечения РСФСР. Звание «Почётный гражданин станицы Тацинская» присвоено в 2011 году.
- Лосик, Олег Александрович (род. 1915) — Герой Советского Союза, советский военачальник, маршал бронетанковых войск, участник советско-финляндской и Великой Отечественной войн. Профессор, преподаватель кафедры оперативного искусства, затем начальник Военной академии бронетанковых войск имени Маршала Советского Союза Р. Я. Малиновского.
- Любимова, Зинаида Герасимовна (род. 1935) — педагог, секретарь исполкома Тацинского районного Совета народных депутатов. Звание «Почётный гражданин станицы Тацинская» присвоено в 2010 году.
- Мартынов, Сергей Петрович (род. 1966) — педагог, воин-интернационалист, ветеран войны в Афганистане, председатель Тацинского районного отделения Ростовской областной общественной организации «Российский союз ветеранов Афганистана», член Координационного совета по вопросам социально-экономической поддержки ветеранов при Правительстве Ростовской области. Награждён орденом Красной Звезды, имеет благодарности Президента РФ. Звание «Почётный гражданин станицы Тацинская» присвоено в 2012 году.
- Нечаев, Михаил Ефимович (род. 1916) — Герой Советского Союза посмертно, командир батальона 130-й танковой бригады 24-го танкового корпуса 1-й гвардейской армии Юго-Западного фронта, капитан. Награждён орденом Ленина, двумя орденами Красного Знамени.
- Потапов, Михаил Тихонович (род. 1923) — ветеран Великой Отечественной войны, участник легендарного Тацинского танкового рейда.
- Сотниченко, Лидия Дмитриевна (род. 1948) — ветеран труда, отличник народного просвещения Российской Федерации, председатель профсоюзной организации работников образования Тацинского района. Звание «Почётный гражданин станицы Тацинская» присвоено в 2011 году.
- Цымбалюк, Борис Порфирьевич (род. 1922) — ветеран Великой Отечественной войны, награждён тремя орденами Красного Знамени, орденом Отечественной войны II степени.
- Чмиль, Иван Васильевич (род. 1919) — ветеран Великой Отечественной войны, танкист 2-го гвардейского Тацинского танкового корпуса, награждён двумя орденами Красной Звезды, орденом Славы III степени.
- Чубарев, Михаил Дмитриевич (род. 1926) — ветеран Великой Отечественной войны, полковник в отставке, награждён двумя орденами Отечественной войны, орденом «Знак Почёта».
- Шанин, Виктор Кузьмич (род. 1914) — ветеран Великой Отечественной войны, генерал-лейтенант, командир 26-й гвардейской Ельнинской танковой бригады, награждён пятью орденами Красного Знамени, орденами Отечественной войны, Красной Звезды, орденом «За службу Родине в Вооружённых Силах СССР».
- Шапошников, Матвей Кузьмич (род. 1906) — советский военачальник, генерал-лейтенант, Герой Советского Союза, награждён двумя орденами Ленина, тремя орденами Красного Знамени, Орденом Богдана Хмельницкого II степени, тремя орденами Красной Звезды. Звание «Почётный гражданин посёлка Тацинский» присвоено в 1990 году.
- Шеваков, Иван Логвинович (род. 1916) — ветеран Великой Отечественной войны, награждён орденами Отечественной войны, Красной Звезды. Звание «Почётный гражданин посёлка Тацинский» присвоено в 1995 году.
- Юдин, Николай Павлович (род. 1915) — ветеран Великой Отечественной войны, полковник в отставке, награждён двумя орденами Отечественной войны, орденом «Знак Почёта».